# 真福縣
真福縣，是明代交阯承宣布政使司乂安府下轄的一個縣。治所約在今越南乂安省宜祿縣境內。縣內有立石山，山石峭立，相傳昔人擎巨石，為愛演二州界，為安南二十一名山之一，洪武三年朱元璋遣使來祭，圖其形以歸。

## 沿革
- 秦屬象郡，漢屬九真郡，吳九德郡，梁德州，隋日南郡，唐驩州、演州[6]。
- 永樂五年（1407年）六月癸未置，屬乂安府[7][8][9][10][11][12]。
- 永樂十五年八月丙寅，設交阯乂安府真福場鹽課司[13][14]。
- 永樂十七年九月丙辰，並真福縣入驩州[15][16]。